# Élection présidentielle portugaise de 1991
L’élection présidentielle portugaise de 1991 (en portugais : Eleições presidenciais portuguesas de 1991) s'est tenue le 13 janvier 1991, afin d'élire le président de la République pour un mandat de cinq ans.
Le scrutin a vu la très large réélection du président de la République socialiste sortant Mário Soares

## Contexte
Depuis 1986, le pays vit dans une situation de cohabitation. Élu difficilement président de la République au second tour lors de l'élection de 1986, le socialiste Mário Soares, précédemment deux fois chef du gouvernement, est contraint de composer avec le Premier ministre libéral Aníbal Cavaco Silva.
Ce dernier, arrivé au pouvoir à la tête d'un gouvernement minoritaire lors des élections législatives de 1985, a été confortablement reconduit au scrutin parlementaire anticipé de 1987, ayant obtenu la majorité absolue des voix et des sièges à l'Assemblée de la République, une première depuis la révolution des Œillets de 1974.
À l'occasion des élections européennes de 1987, qui se tenaient le même jour que les législatives anticipées, les libéraux du Parti social-démocrate (PPD/PSD) ont pleinement profité de la dynamique impulsée par le chef de l'exécutif en surpassant largement les socialistes.
En revanche, les élections locales de 1989 n'ont pas marqué un succès du parti au pouvoir, les socialistes parvenant à remporter notamment les deux plus grandes villes du pays, Lisbonne et Porto.
Du fait de l'effondrement du Centre démocratique et social (CDS), la scène politique se trouve divisée entre un bloc de droite, largement dominé par le PPD/PSD, et un bloc de gauche, dans lequel cohabitent le Parti socialiste (PS) et le Parti communiste portugais (PCP). S'ils sont capables de s'allier localement, il n'en est rien au niveau national.

## Mode de scrutin
Le président de la République (en portugais : Presidente da República Portuguesa) est élu au suffrage universel direct pour un mandat de cinq ans, renouvelable une fois consécutivement. Tout candidat doit justifier auprès du Tribunal constitutionnel d'au moins 7 500 et d'au plus 15 000 parrainages d'électeurs inscrits sur les listes électorales.
L'élection se déroule selon les modalités du scrutin uninominal majoritaire à deux tours. Si un candidat remporte au premier tour la majorité absolue des suffrages exprimés, il est proclamé élu. Si ce n'est pas le cas, les deux candidats ayant remporté, après désistements éventuels, le plus grand nombre de suffrages sont autorisés à se présenter à un second tour, au plus tard le vingt-et-unième jour suivant. Celui qui remporte le plus grand nombre de voix est alors élu. Ce cas de figure ne s'est présenté qu'une seule fois, lors de l'élection présidentielle de 1986.

## Campagne

### Candidats
Les candidats sont présentés dans l'ordre déterminé par tirage au sort.
| Candidat | Candidat         | Parti                                                                 | Remarque                           |
| -------- | ---------------- | --------------------------------------------------------------------- | ---------------------------------- |
|          | Basílio Horta    | Centre démocratique et social (CDS)                                   | Ancien ministre du Commerce        |
|          | Mário Soares     | Parti socialiste (PS) Soutenu par le Parti social-démocrate (PPD/PSD) | Président de la République sortant |
|          | Carlos Carvalhas | Parti communiste portugais (PCP)                                      | Ancien secrétaire d'État           |
|          | Carlos Marques   | Union démocratique populaire (UDP)                                    |                                    |

## Résultats
| Candidats                | Candidats                | Partis                   | Voix      | %     |
| ------------------------ | ------------------------ | ------------------------ | --------- | ----- |
|                          | Mário Soares             | PS                       | 3 459 521 | 70,35 |
|                          | Basílio Horta            | CDS                      | 696 379   | 14,16 |
|                          | Carlos Carvalhas         | PCP                      | 635 373   | 12,92 |
|                          | Carlos Marques           | UDP                      | 126 581   | 2,57  |
|                          |                          |                          |           |       |
| Votes valides            | Votes valides            | Votes valides            | 4 917 854 | 96,45 |
| Votes blancs et nuls     | Votes blancs et nuls     | Votes blancs et nuls     | 180 914   | 3,55  |
| Total                    | Total                    | Total                    | 5 098 768 | 100   |
| Abstention               | Abstention               | Abstention               | 3 104 044 | 37,84 |
| Inscrits / participation | Inscrits / participation | Inscrits / participation | 8 202 812 | 62,16 |

## Analyse
Avec un score supérieur à 3 450 000 voix en sa faveur, le président de la République Mário Soares établit le record de suffrages pour un candidat à la présidentielle. Il en va de même pour son résultat en pourcentage, qui dépasse de justesse les 70 %. L'absence de candidat libéral et le soutien tacite que lui a apporté Aníbal Cavaco Silva lui ont permis d'atteindre ces sommets. Il arrive ainsi en tête dans les dix-huit districts portugais, même ceux du sud favorables aux communistes, ainsi que dans les Açores et à Madère, deux fiefs libéraux. Enfin, contrairement au scrutin de 1986, il n'est absolument pas handicapé par les autres présences de gauche, quand bien même le candidat communiste Carlos Carvalhas parvient à un score à deux chiffres.
Malgré l'absence de candidat à droite et la présence de trois candidatures à gauche, l'ancien ministre Basílio Horta, comptant parmi les fondateurs du CDS, échoue très largement. Ses presque 700 000 constituent en effet le pire score d'un candidat disposant du soutien des chrétiens-démocrates. Il a toutefois dû composer avec l'absence de soutien du Parti social-démocrate, alors que les deux partis ont toujours fait candidature commune depuis 1976. Comble de l'échec de la droite portugaise, il ne devance le représentant du PCP que de 60 000 suffrages, tandis qu'il accuse un retard de 2 800 000 voix sur le chef de l'État sortant.